# Philipp Ludwig Muzel
Philipp Ludwig Muzel (* 24. November 1756 in Prenzlau; † 31. Dezember 1831 in Frankfurt (Oder)) war ein deutscher evangelisch-reformierter Theologe.

## Leben
Muzel wurde am 24. November 1756 in Prenzlau (Uckermark) als Sohn des Kircheninspektors und Predigers Karl Ludwig Muzel geboren. Er studierte in Frankfurt/Oder und Halle (Saale). 1776 wurde er Lehrer im Hause des Professors und späteren Kirchenrats Meierotto in Berlin, 1778 Hilfslehrer am Joachimsthalschen Gymnasium. 1783 und 1784 machte er eine Bildungsreise durch Deutschland und die Schweiz. Am 21. April 1785 wurde er Dr. theol. und Prof. theol. an der Universität Duisburg. Nachdem er kaum zwei Jahre hier gewesen war, ging er 1787 als Prof. theol., Superintendent und Erster Prediger der reformierten Gemeinde nach Frankfurt/Oder. Nach Aufhebung der Universität Frankfurt und deren Vereinigung mit der Universität Breslau (1811) nahm er seinen Abschied als Professor. Bis 1815 war er als Konsistorialrat in Königsberg (Neumark) und bis zu seinem Tode wieder in Frankfurt/Oder tätig. 
Muzel gab 1787 und 1788 zusammen mit seinem Kollegen Heinrich Adolph Grimm (1747–1813) die Zeitschrift Stromata. Eine Unterhaltungsschrift für Theologen (Duisburg, Verlag Helwing) heraus.

## Werke
Zu Muzels Werken gehören: 
- Zwei Briefe über Kants Grundprinzip der Moral. Frankfurt, 1791.
- Vorlesungen über Christentum und Deismus. Danzig, 1794.
- Geschichte der Frankfurter Theologischen Fakultät während des letzten Jahrhunderts (Historia theologicae in Academia Viadrina facultatis per seculum elapsum) Frankfurt, 1806.